# Periboeum paucispinum
Periboeum paucispinum är en skalbaggsart som först beskrevs av Auguste Lameere 1890.  Periboeum paucispinum ingår i släktet Periboeum och familjen långhorningar. Inga underarter finns listade i Catalogue of Life.